# Eponomasie
Die rhetorische Figur Eponomasie ist die Ersetzung eines Begriffs durch den kennzeichnenden Eigennamen einer bekannten historischen oder literarischen Exempelfigur als Stellvertreter des Begriffs.
Eponomasien werden oft in der Literatur, aber auch im Feuilleton verwendet. Es ist ein intertextuelles Spiel mit dem Leser, neue Eponomasien zu kreieren, doch gibt es auch allgemein bekannte Fälle von Namen, die Begriffe wurden. Beispiel: „ein ungläubiger Thomas“ statt „Skeptiker“, „ein Don Juan“ oder „ein Casanova“ statt „passionierter Liebhaber/Verführer“, oder „mein Eckermann“ statt „derjenige, der meine Biographie schreiben wird“, „Hinz und Kunz“ (Kurzformen von Heinrich und Konrad, den im 16. Jahrhundert am häufigsten vergebenen Vornamen in Hessen) für „Jedermann, Alle“.